# Zofiówka (powiat łódzki wschodni)

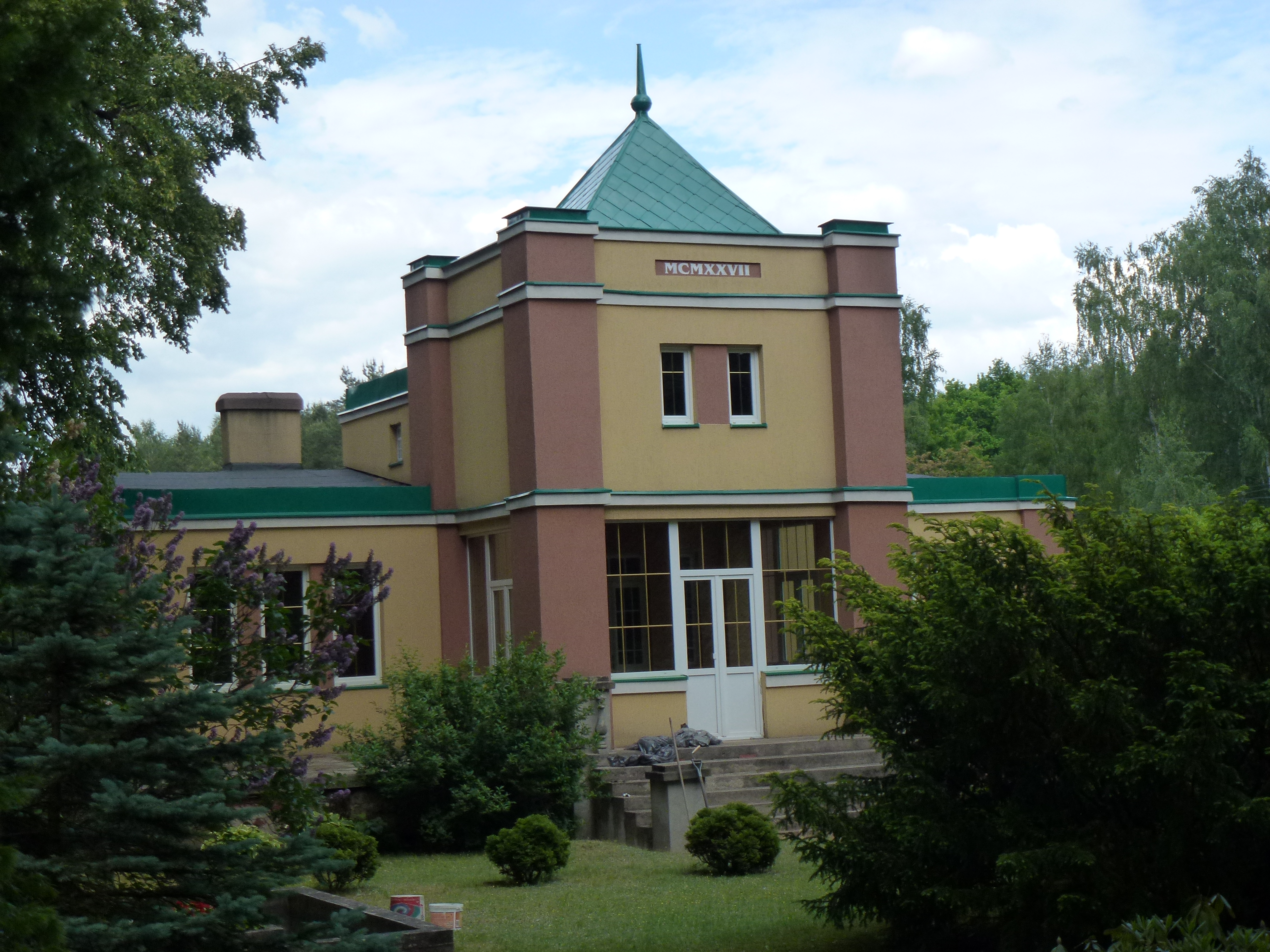
Willa Aleksego Rżewskiego w Zofiówce k. Tuszyna

Zofiówka – wieś w Polsce położona w województwie łódzkim, w powiecie łódzkim wschodnim, w gminie Tuszyn nad rzeką Dobrzynką.
W latach 1975–1998 miejscowość należała administracyjnie do województwa piotrkowskiego.
W dwudziestoleciu międzywojennym Zofiówka była miejscowością letniskową pobliskiej Łodzi, do której chętnie przybywała elita oficerska okręgu łódzkiego. Z tamtego czasu pochodzi część zabudowy wsi, w tym charakterystyczna murowana willa z 1927 r. Aleksego Rżewskiego, pierwszego prezydenta Łodzi w Niepodległej Polsce (1919–1923), położona przy głównej drodze.